# Velours du Kasaï
Le velours du Kasaï est une variété de tissu fabriqué au Kasaï, une province de la République démocratique du Congo.

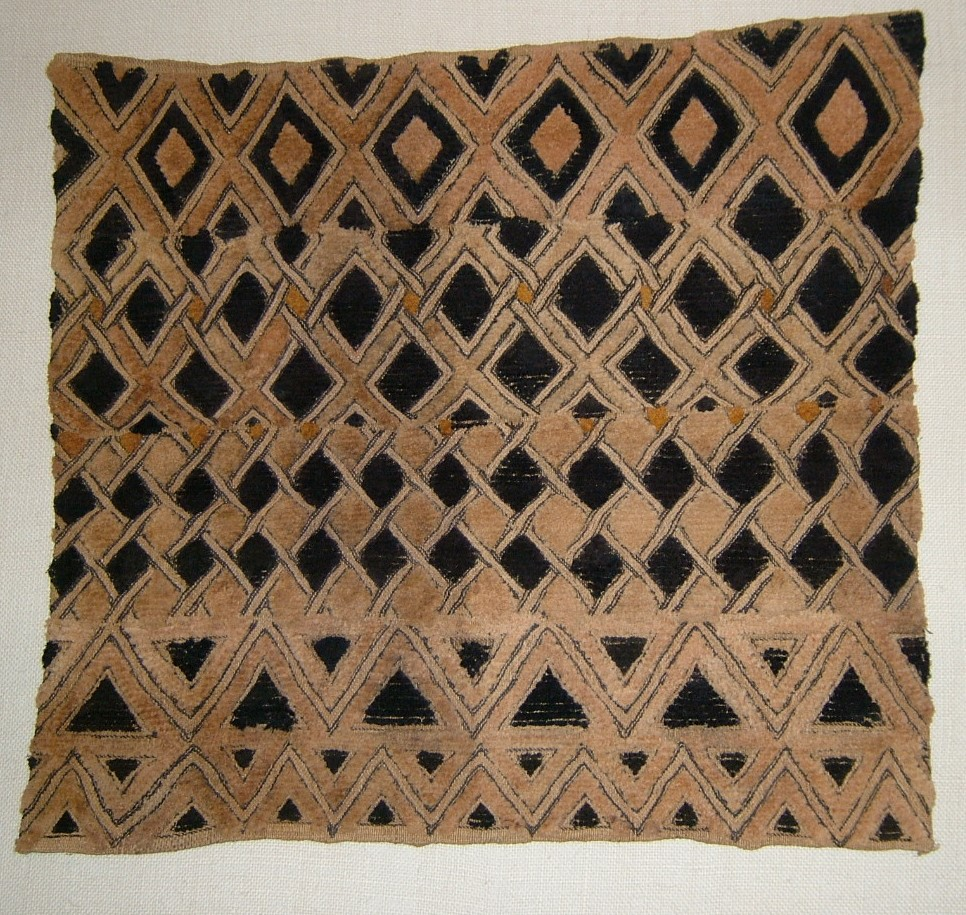
Velours du Kasaï

## Tradition et usage
La technique est toujours pratiquée de nos jours. Traditionnellement le tissage est effectué en raphia par les hommes de la tribu Shoowa appartenant à l'ethnie Kuba, tandis que la broderie est réservée aux femmes. Idéalement les brodeuses devaient être enceintes.
À l’origine, le tissu était fabriqué à partir d’écorce de bois battu ; cependant, depuis l’introduction du raphia, cette technique a été largement abandonnée. Certaines ceintures (duun) sont encore faites en écorce ; elles symbolisent le pouvoir et peuvent être portées uniquement par certains nobles. L’écorce est encore utilisée pour certains pagnes pour les femmes (ishyeen). Le centre de ces pagnes est formé de nombreux triangles, alternativement noirs et blancs. Ceux-ci sont découpés dans l’écorce brute, soit naturelle ou teinte en noir, et sont ensuite cousus ensemble. Le choix de cette méthode plutôt que celui du dessin est significatif - pour les Kubas, la valeur est mesurée par la difficulté d’une œuvre.
On doit cet art au roi Shyaam aMbul aNgoong, plus connu sous le nom de Shamba Bolongolongo, qui introduisit la pratique du velours Kasaï en même temps que la culture du tabac et l'ikul,.
Le tissu est fait de fibres très fines de l’intérieur des feuilles de jeunes palmiers. Les feuilles sont d'abord séchées au soleil, puis fendues en long et reliées pour former la base du raphia, en pans de 2 à 4 mètres de long. Les fibres sont ensuite entrelacées dans une trame pour créer l’effet de velours. Celui-ci est ensuite enroulé autour de la taille pour créer un pagne connu sous le nom de Mapel (pour les hommes) ou Ntshak (pour les femmes).
Les motifs sont très variés et sont créés spontanément mais suivent normalement les motifs de scarification du corps des Kubas.
Le tissu est lourd et coûteux et n’est pas normalement destiné à être porté. Il est utilisé comme couverture de lit ou sur le trône royal. Les articles individuels prennent de plusieurs mois à un an pour être produits. Les chutes ont été utilisées comme monnaie d’échange ou offerts comme cadeaux.

## Galerie

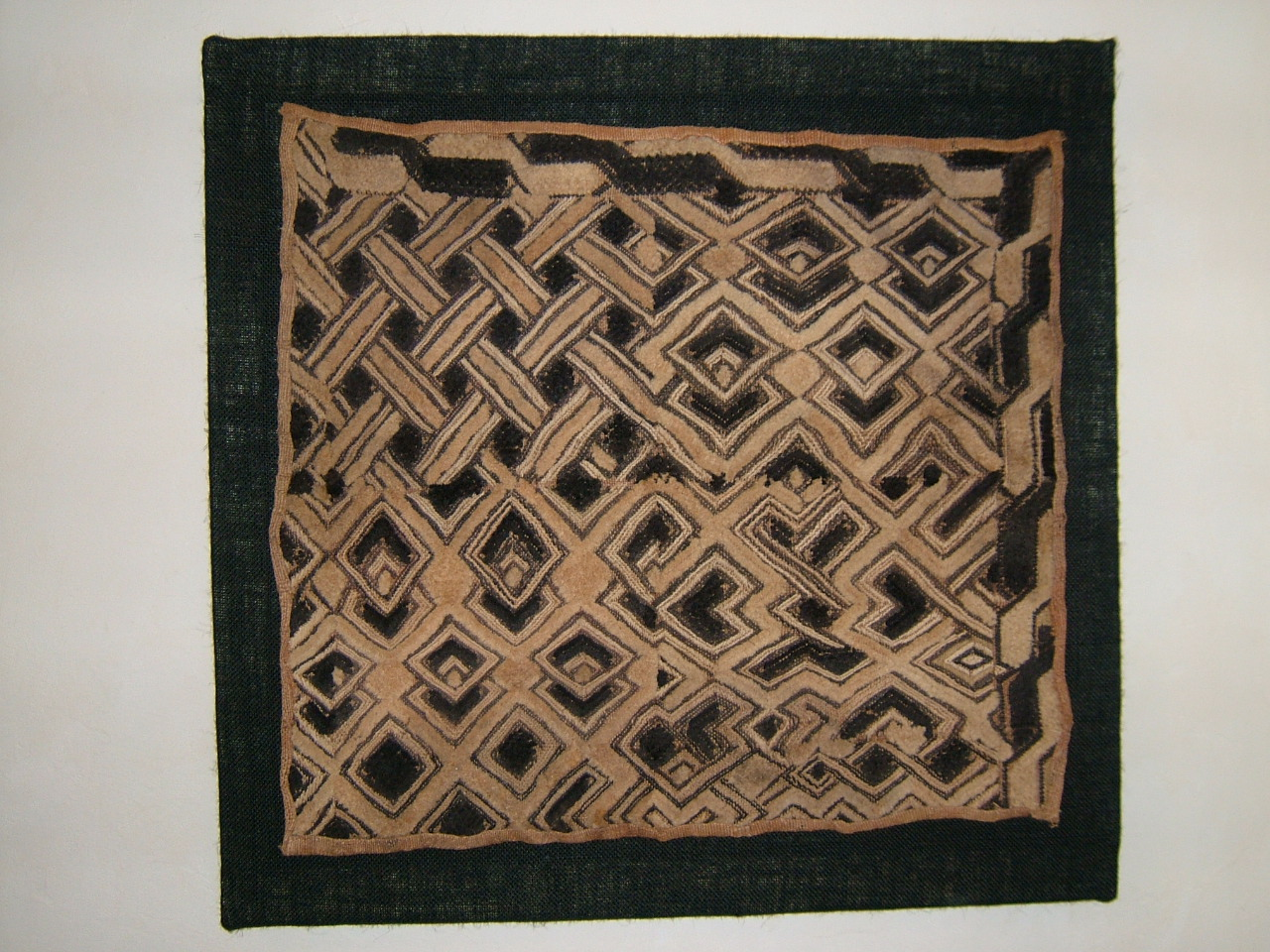
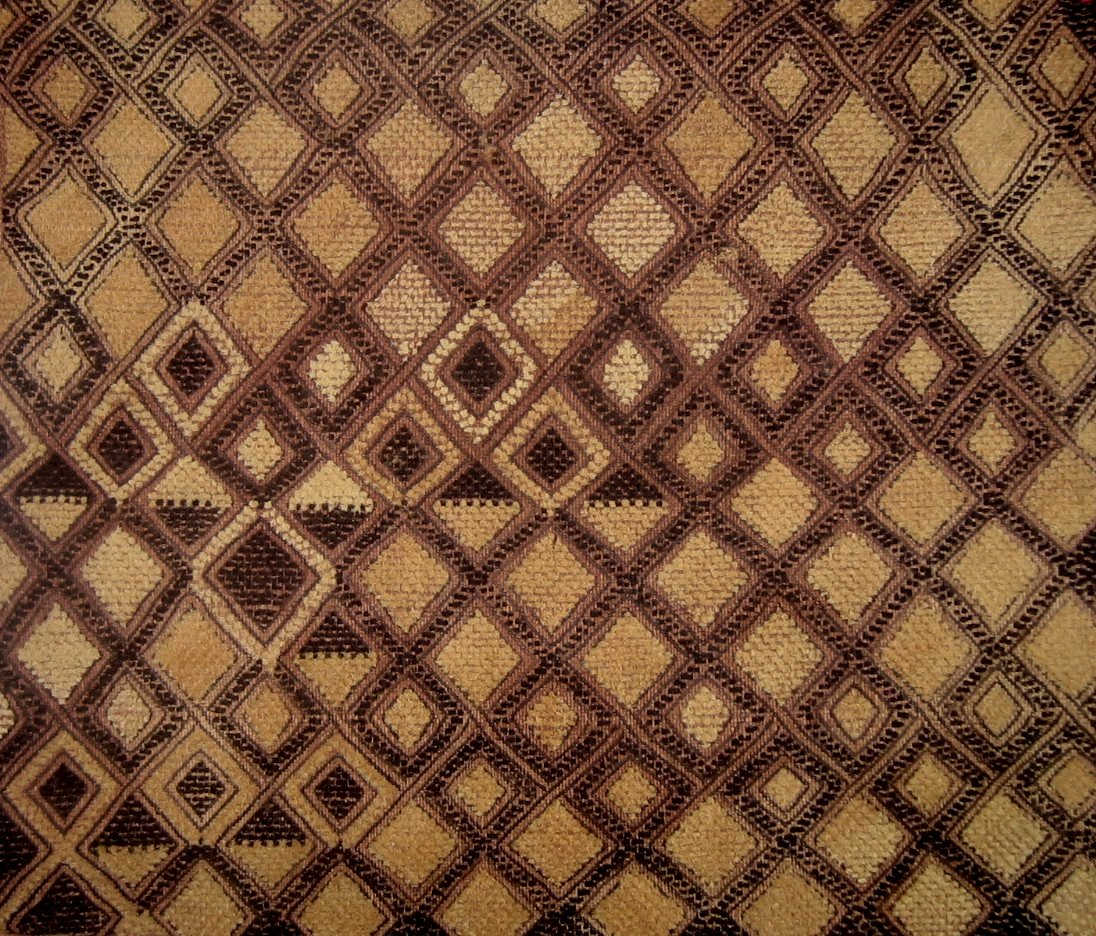
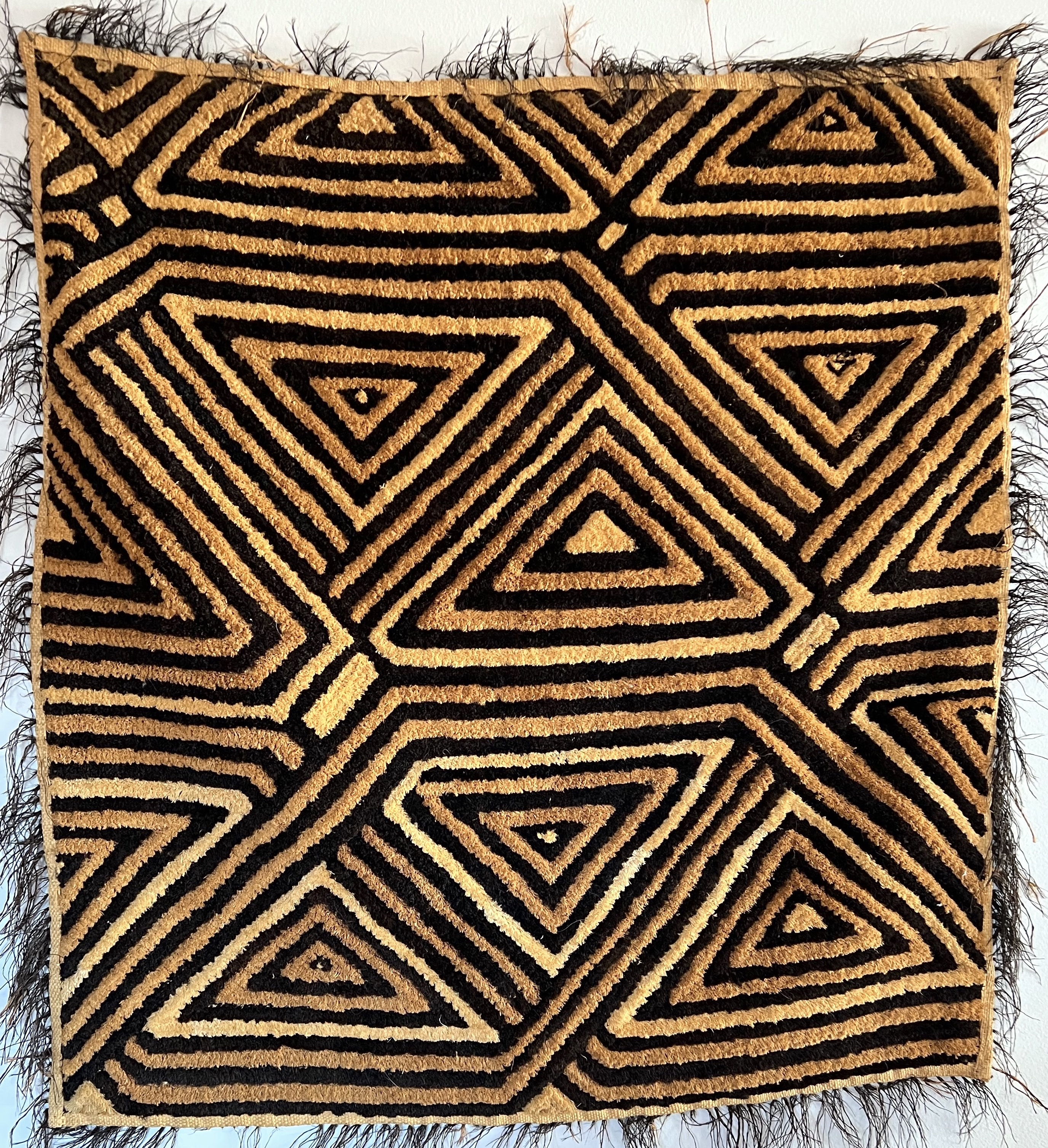
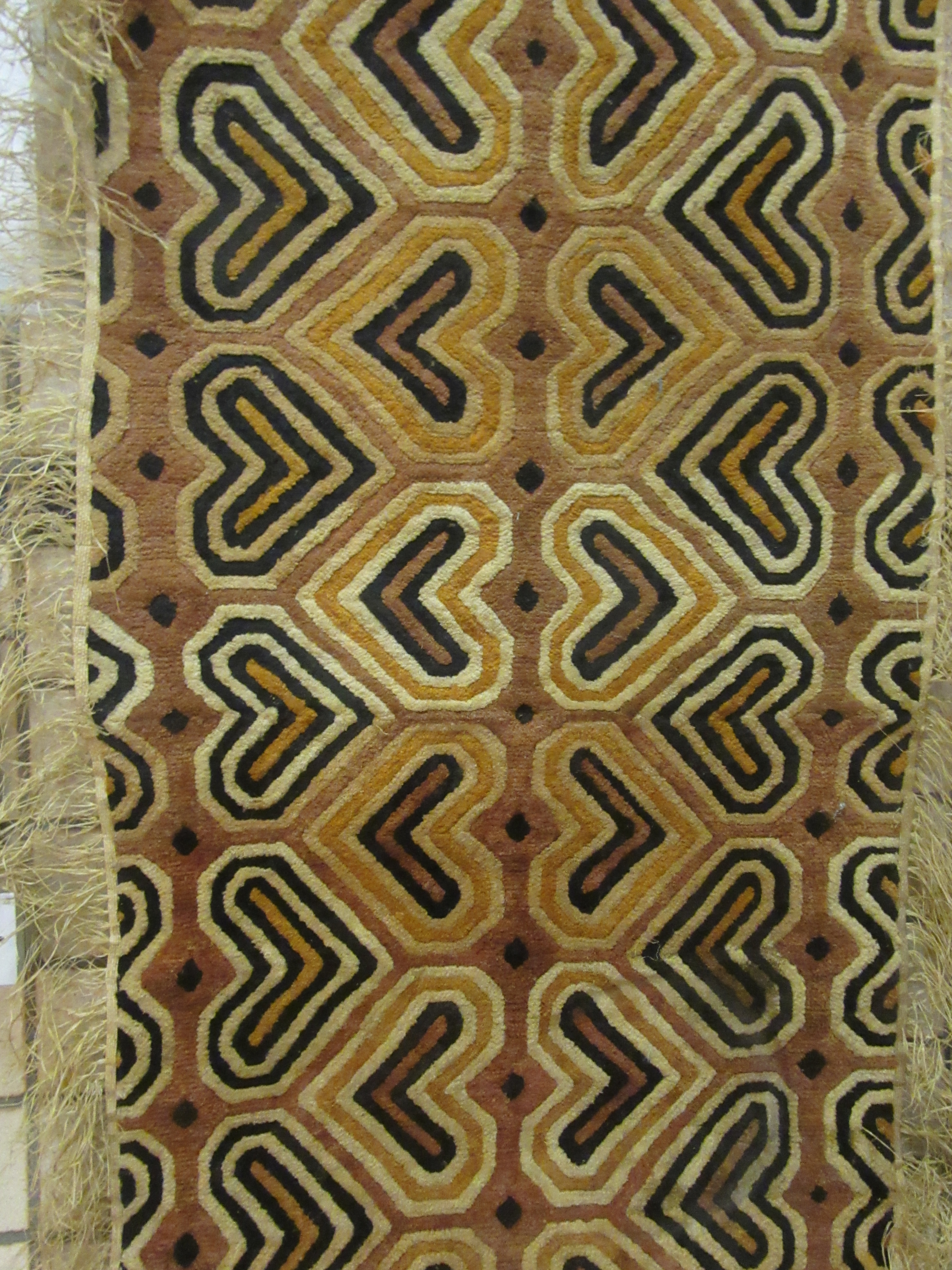